# 津市コミュニティバス (河芸地域)
津市コミュニティバス（河芸地域）（つしコミュニティバスかわげちいき）では、三重県津市の旧河芸町を運行するコミュニティバスについて説明する。なお、この地域の路線にはスマイルGOの愛称が付いている。

## 概要
- 運賃は「運賃制度」を参照。
- 当路線は曜日指定運行（後述）であるが、年末年始（12月29日から翌年1月3日）は運休する。
- 路線情報は2022年4月時点のものを記載した。

## 歴史
- 2003年（平成15年）：河芸町巡回バスの試験運行を行う。
  - 1月20日 - 3月31日：第1回試験運行を実施。運賃は無料。
  - 4月1日 - 6月30日：第2回試験運行を実施。1乗車100円。
  - 10月27日 - 12月26日：第3回試験運行を実施。1乗車100円。
- 2004年（平成16年）4月20日：河芸町民バス本格運行開始。1乗車100円。火・水・金曜日運行（休日運休）で、運賃は無料。愛称は「スマイルGO」に決定。
- 2005年（平成17年）5月24日：コースを一部変更。
- 2006年（平成18年）1月1日：河芸町は津市へ合併。河芸町バスとなる。
- 2010年（平成22年）4月1日：市内各地域で運行しているコミュニティバスの運賃や運行形態の格差を是正するため、見直しを実施。津市コミュニティバスの一部となる。有償化。コースを一部変更。

## 運賃制度
運賃
- 大人200円、小人（小学生）100円。

※全区間共通。未就学児（幼児・乳児）は無料。なお、障害者手帳等の交付者とその介護者は半額、（津市オリジナルICカードの）シルバーエミカ所有者は無料となる（※津市内に住む65歳以上の方のみ）。
回数券
下記の3種を扱っている。
- 2,000円（200円券 12枚綴り）
- 1,000円（100円券 12枚綴り）
- 500円（50円券 12枚綴り）

※津市本庁舎交通政策課、各総合支所地域振興課、白山地域および美杉地域の各出張所で販売。
定期券
3カ月用と1カ月用を扱っている。
- 大人（中学生以上） - 3カ月：14,000円、1カ月：5,000円
- 小人（小学生のみ） - 3カ月：7,000円、1カ月：2,500円

※津市本庁舎交通政策課、各総合支所地域振興課、白山地域および美杉地域の各出張所で販売。

## 路線

### 河芸循環ルート
月曜・水曜・土曜運行（※水曜は時刻が異なる）。
- 河芸総合支所 - 上野公民館 - 上野小学校西 - （千里ヶ丘公民館 - ）いこいの森 - 近鉄千里駅 - 上野中央霊園前 - 近鉄豊津上野駅 - イオン前 - 豊津小学校東 - 小川園団地 - 道の駅津かわげ - 河芸総合支所
  - 「←」が左回り、「→」が右回り。カッコ内は水曜のみ経由。

### 河芸南・一身田・白塚循環ルート
火曜・水曜・金曜運行。
- 河芸総合支所 - イオン前 - 近鉄豊津上野駅 - 豊津小学校東 - 影重公民館 - 白塚駅西 - 北部市民センター前 - 一身田郵便局 - かわきた苑 - 道の駅津かわげ - 河芸総合支所
  - 「←」が左回り、「→」が右回り。